# MG 131

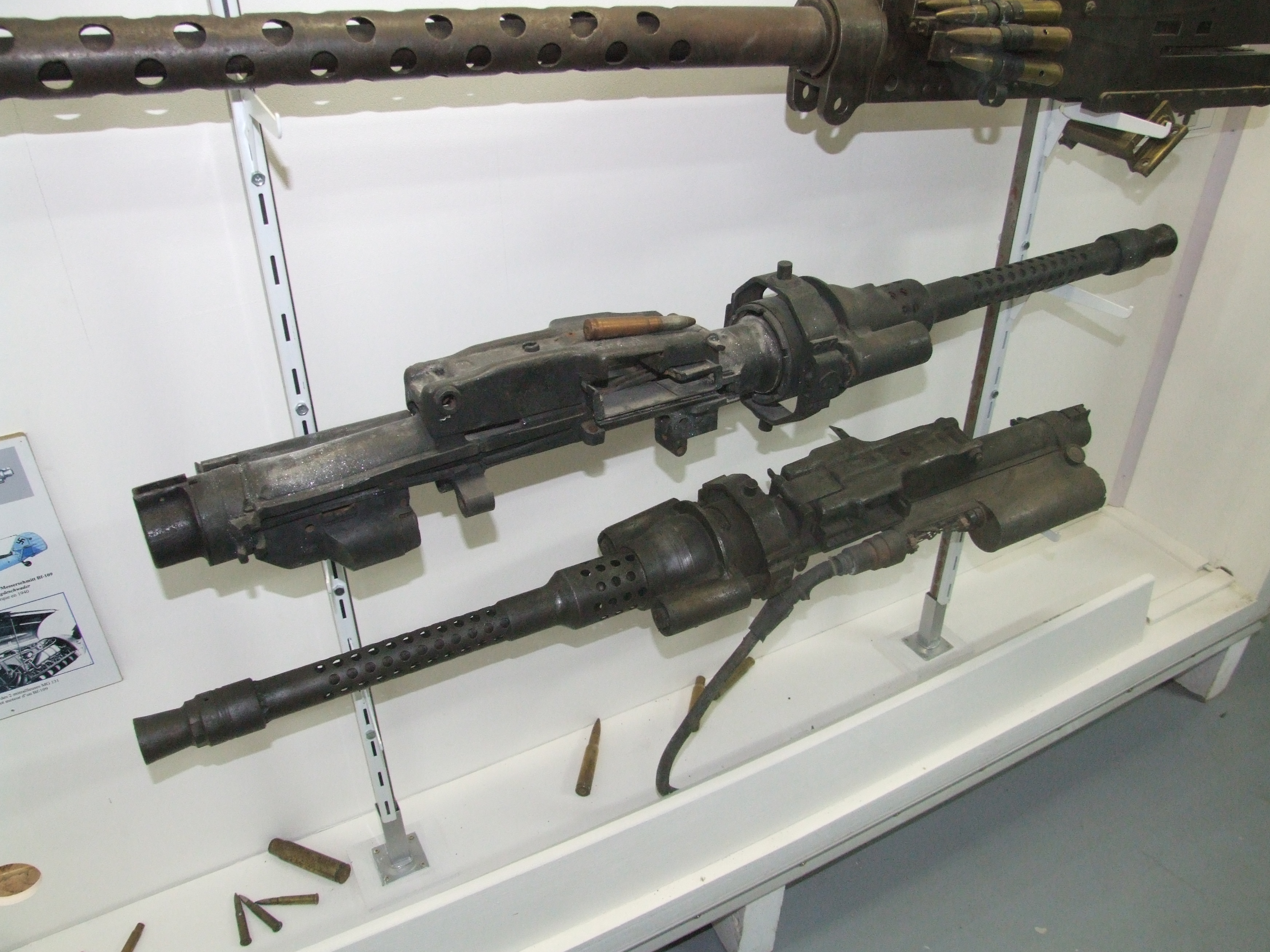
Rheinmetall Borsig MG. 131 (13 mm)

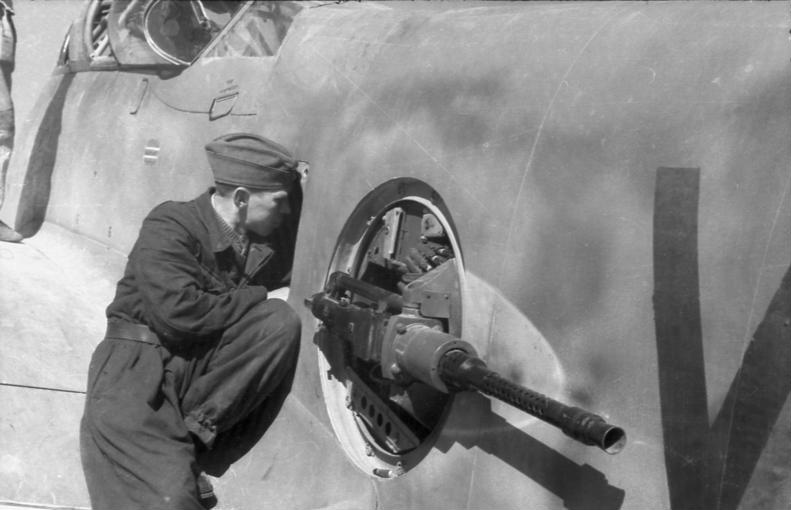
MG. 131 на ME 210-410 в Северной Африке

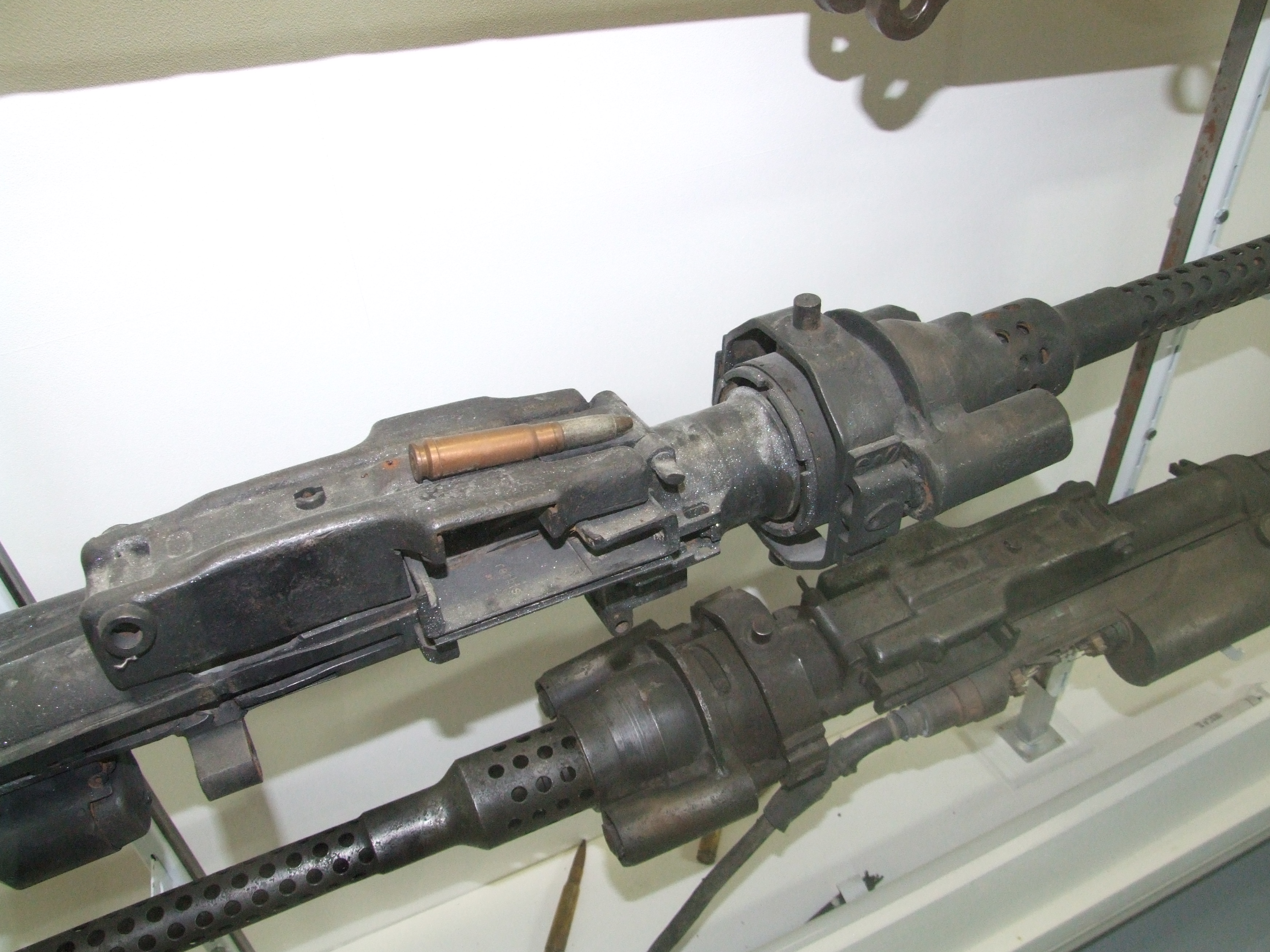
Rheinmetall Borsig MG. 131 (13 mm)

MG. 131  (нем. «Maschinengewehr», дословно «автоматическое оружие», ) — крупнокалиберный немецкий авиационный пулемёт времён Второй мировой войны. Разработан фирмой Rheinmetall AG, серийное производство началось в начале 1938 года.

## Разработка
В 1933 г. фирма Rheinmetall приступила к разработке крупнокалиберных авиационных пулемётов. Работы велись в режиме строжайшей секретности. Целью было создание у иностранных разведок впечатления, будто авиация Германии имеют на вооружении только пулемёты винтовочного калибра 7,92-мм.
Для нового типа вооружения параллельно разрабатывается новый патрон 13×64b. Данный патрон стал, пожалуй, самым слабым среди всех крупнокалиберных боеприпасов этого типа в мире. Это было обусловлено малой высотой гильзы, что привело к малой массе порохового заряда. Однако, и сам боеприпас весил не так много.
Спустя пять лет концерн Рейнметалл представил весьма компактный крупнокалиберный авиационный пулемёт MG. 131 (в соответствии с принятой в Германии системой обозначений того периода — оружие 13-мм калибра, 1-я модель), разработанный в турельной, синхронной (стреляющей сквозь вращающийся воздушный винт) и крыльевой модификациях. Конструкция и принцип действия пулемёта были аналогичны конструкции пулемётов MG. 15 и MG. 17.
Пулемёт MG. 131 был самым компактным и лёгким пулемётом в своем классе. По своим массо-габаритным характеристикам он был сравнимым с аналогичным оружием винтовочного калибра, что позволяло довольно легко заменять им MG. 17 практически на всех модификациях Messerschmitt Bf. 109.
Ранние версии MG. 131a и MG. 131b имели классический ударно-спусковой механизм. Они снаряжались патронами с капсульным воспламенением и стальной гильзой, покрытой лаком. Эти пулемёты использовались, в основном, в одиночных турельных и шкворневых установках с ручным управлением на бомбардировщиках и транспортных самолётах. Более поздние версии MG. 131 оснащались системой электрозапального воспламенения и в них применялись патроны с электрозапальной втулкой вместо капсуля. Гильза таких патронов изготавливалась из латуни или стали с омеднением. Пулемёты с такой системой воспламенения применялись в синхронных и крыльевых модификациях пулемёта, а также в механизированных оборонительных турелях по типу Me. 410.
Однако, за компактность оружия конструкторы заплатили определенную цену. Малая мощность боеприпасов в сочетании с большой массой снаряда давали малую начальную скорость, что в итоге сильно отразилось на баллистических характеристиках оружия. Не слишком удачная форма снаряда способствовала плохой внешней баллистике оружия. Всё это приводило к тому, что после выхода из ствола снаряд быстро терял скорость. Если у советского УБ дальность прямого выстрела составляла 500—600 метров, то у MG. 131 этот показатель составлял порядка 300 метров, что было вполне достаточно для требований воздушного боя.
В 1940 году Рейнметалл предпринимает несколько попыток модифицировать пулемёт с целью улучшения его баллистических характеристик. Одним из вариантов стал 7,92-мм пулемёт MG. 131/8 под гибридный патрон 7,92×82 мм. Он состояли из штатной гильзы 13×64, обжатой до винтовочной 7,92-мм пули. В виду сохранения порохового заряда и при меньшей массе пули удалось достичь значительное увеличение начальной скорости (1130—1160 м/с) и прицельной дальности оружия. Также этому способствовало увеличение длины ствола с 550 мм до 870 мм.
И хотя поражающая способность пули винтовочного калибра была невелика, прицельная дальность по немецким отчётам составляла до 800 метров, что считалось достаточным для ведения заградительного огня из оборонительных турелей бомбардировщиков.
В конце 1940 года версию пулемёта MG. 131/8 винтовочного калибра устанавливали в спаренную дистанционно-управляемую турель FDL 131/4, где она проходила испытания на одном из прототипов бомбардировщика Ju. 288.
Ещё одним вариантом решения проблемы малой начальной скорости снаряда был проект Viereck MG.131/L1111, данная версия пулемёта имела конический канал ствола, диаметр которого уменьшался от каморы к дульному срезу. Для стрельбы использовались специальные снаряды, конструктивно схожие со снарядами противотанкового ружья PzB 41 калибра 28/20-мм. Снаряды имели специальную конструкцию ведущей части, допускающую уменьшение её диаметра по мере продвижения снаряда по коническому каналу ствола. Благодаря этому обеспечивалось полное использование давления пороховых газов что способствовало значительному увеличению начальной скорости снаряда.
Первый вариант MG. 131/14/10 имел калибр 14 мм у патронника и 10 мм у среза ствола соответственно. В ходе испытаний в ноябре 1940 года была достигнута начальная скорость 1380 м/с на выходе из ствола. Но на дистанциях в 400 м скорость полёта пули всё же падала до 520 м/с.
В целом, несмотря на умеренную мощность боеприпасов и посредственную баллистику пулемёт MG. 131 оказался достаточно эффективным оружием. Производство его на различных заводах продолжалось до конца 1944 года.
Впоследствии, без изменения в названии и конструкции, MG. 131 выпускался в Австрии, Швейцарии и ФРГ. Большая часть выпущенных образцов предназначалась для экспорта, в основном на Ближний Восток.

## Варианты и модификации
- Пулемёт MG. 131 — выпускался в турельном, крыльевом и синхронном вариантах[1].
- MG. 131a — турельный вариант с ручным заряжанием. Лента подается справа.
- MG. 131b — турельный вариант с ручным заряжанием. Лента подается слева.
- MG. 131с — стационарный вариант пулемёта с пневматической перезарядкой и электромагнитным спусковым механизмом (MA 131), лента подается справа.
- MG. 131d — стационарный вариант пулемёта с пневматической перезарядкой и электромагнитным спусковым механизмом (MA 131), левосторонняя подача ленты.
- MG. 131е — стационарный вариант пулемёта с электрическим зарядным устройством (ED 131) и электроспуском (ЕА 131). Лента подаётся справа.
- MG. 131f — стационарный вариант пулемёта с электрическим зарядным устройством (ED 131) и электроспуском (ЕА 131). Лента подаётся справа.
- MG. 131g — турельный вариант фирмы Кригхофф. Аналогичен варианту MG. 131a. Оснащён разъёмом для подключения электрозапала от бортовой электросети самолёта. Лента подается справа.
- MG. 131h — турельный вариант, как и MG. 131g, но с левосторонней подачей ленты.
- MG. 131Z — спаренная пулемётная установка.
- Пехотный пулемёт MG. 131 — оснащён сошками и плечевым упором[1]. В связи с сильной отдачей, стрельба короткими очередями была более эффективной, чем непрерывный огонь[2]
- Авиационный пулемёт Морской Тип 2 — версия MG. 131, производившаяся по лицензии в Японии в годы Второй мировой войны. Тип 2 отличался от оригинальной версии пулемёта отсутствием электрозапала. В силу технической сложности производства Япония отказалась от этой системы в своей версии пулемёта.

## Применение
Устанавливался на Messerschmitt Bf. 109, начиная с модели Bf. 109G, Messerschmitt Me. 410 Hornisse, Focke-Wulf Fw. 190, Junkers Ju. 88, He. 177 и многих других самолётах Luftwaffe.
На заключительном этапе Второй Мировой войны невостребованные в авиации пулемёты изымались со складов и передавались в пехотные подразделения, в основном в части Фольксштурма. При этом авиационную систему электровоспламенения пулемёта меняли на классическую рукоятку пистолетного типа, пулемёт комплектовали сошками и плечевым упором.

## Страны-эксплуатанты
- Нацистская Германия — принят на вооружение люфтваффе в 1938 году[1]; после того, как на вооружение были приняты 30-мм авиапушки MK. 103 и MK. 108, в 1944 году было принято решение передать оставшиеся на складах запасы люфтваффе (8132 пулемёта MG. 131 и 25 млн патронов к ним) в распоряжение сухопутных войск[2]
- Финляндия — эксплуатировался вместе с германскими самолётами, приобретёнными в ходе войны.
- СССР — трофейные пулемёты использовались в ходе Великой Отечественной войны[5]
- Япония — Пулемёт производился по лицензии, купленной Японией в мае 1941 года.

## Эксплуатация после 1945
- США — ограниченно применялся в ходе войны в Корее.
- Израиль — как в "пехотном" варианте, так и в авиационном (вертолеты, в 1948-73 г.г. также самолеты типа Bf. 109 и Me. 410).
- Республика Корея — поставки из США.